# White City (Kansas)
White City – miasto w Stanach Zjednoczonych, w stanie Kansas, w hrabstwie Morris.